# Phlobaphène
 (juin 2021).
Les phlobaphènes sont un mélange de substances phénoliques à l'aspect rougeâtre. Ils sont encore dénommés phlobatanins car ces pigments biologiques sont souvent associés à des tanins de divers végétaux. Solubles dans l'alcool mais insolubles dans l'eau, ces corps chimiques peuvent être synthétisés par le métabolisme normal de certaines plantes, ou être le résultat d'un traitement chimique secondaire avec un acide minéral sur une matrice riche en phénols, par exemple lors du traitement d'extraits de tanin en tannerie. Ils portent le nom de tanner's red (rouge du tanneur) en anglais dans ce dernier cas.

## Origine du mot
Le nom phlobaphène provient des racines grecques φλoιὀς (phloios) signifiant écorce et βαφή (baphe) signifiant teinture.

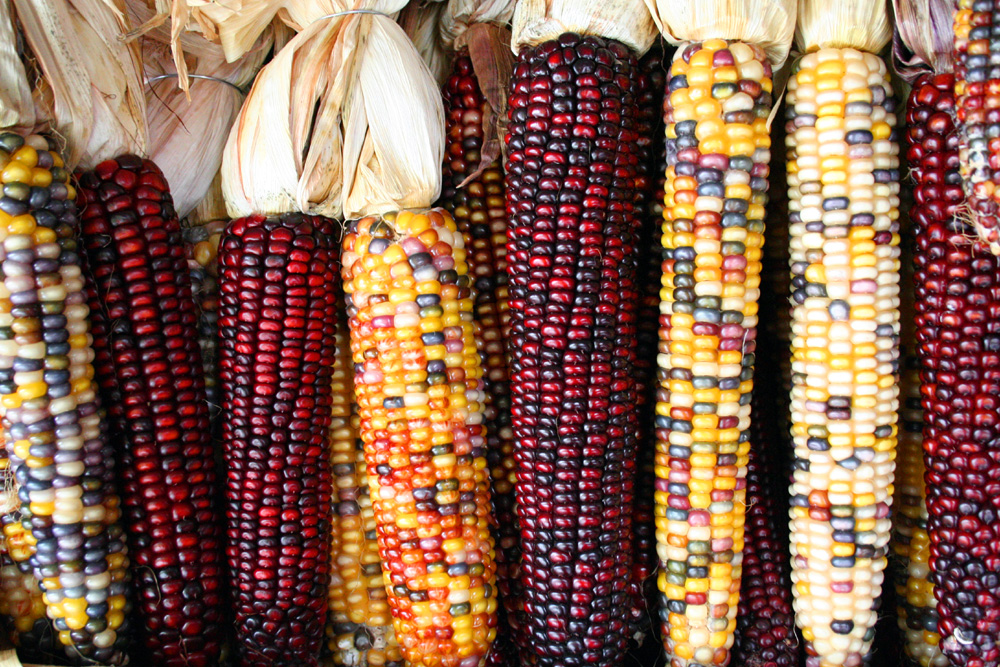
Les phlobaphènes sont le pigment rouge présent dans le péricarpe de certaines variétés de maïs.

## Occurrences
L'écorce d'aulne glutineux, utilisé en phytothérapie, contient 5 à 9 % de tanins, des phlobaphènes, des acides résineux etc.. 
Les phlobaphènes colorent en rouge le péricarpe de quelques variétés cultivés de maïs.